# کیسوکه یامانامی
یامانامی کیسوکه (به ژاپنی: 山南 敬助 Yamanami Keisuke); ۵ فوریهٔ ۱۸۳۳ – ۲۰ مارس ۱۸۶۵)سامورایی و ژنرال شینسنگومی در کیوتو در دوره ادو اهل ژاپن بود.

## ساختار شینسنگومی و جایگاه یامانامی
سازمان فرماندهی شینسنگومی در سال ۱۸۶۳
فرماندهان
1. کامو سریزاوا جناح سریزاوا (گروه میتو)
2. ایسامی کوندو جناح کوندو (گروه شیئیکان)
3. نی‌ایمی نیشیکی

معاونان فرمانده
1. کیسوکه یامانامی
2. توشیزو هیجیکاتا جناح کوندو (گروه شیئیکان)

دستیار معاون فرمانده
1. سوجی اوکیتا جناح کوندو (گروه شیئیکان)
2. شینپاچی ناگاکورا جناح کوندو (گروه شیئیکان)
3. سانئوسوکه هارادا جناح کوندو (گروه شیئیکان)
4. هیسوکه تودو جناح کوندو (گروه شیئیکان)
5. هاجیمه سایتو جناح کوندو (گروه شیئیکان)
6. گنزابورو اینواوئه جناح کوندو (گروه شیئیکان)
7. چوجی ماتسوبارا
8. سانجورو تانی[۱]: ۱۰۹